# Ruwerbach
Der Ruwerbach ist ein rechter Zufluss des Holzbachs bei Weiskirchen im saarländischen Landkreis Merzig-Wadern.

## Geographie

### Verlauf
Der Ruwerbach entspringt auf einer Höhe von etwa 380 m ü. NHN in einem Wald. Seine Quelle liegt westlich von Weiskirchen.
Der Bach unterquert die Landesstraße 157, fließt überwiegend in südlicher Richtung und hat eine Länge von etwa zwei Kilometern. Am Bach liegen der Campingplatz Weierweiler Mühle und der Hof Ruwerbach.
Der Bach mündet
schließlich südöstlich des Weiskirchener Ortsteils Weierweiler und südwestlich der Schwarzrinderseen auf einer Höhe von etwa 287 m ü. NHN von rechts in den Holzbach.

### Einzugsgebiet
Das 6,67 km² große Einzugsgebiet des Ruwerbachs wird durch ihn über den Holzbach, den Losheimer Bach, die Prims, die Saar, die Mosel und den Rhein zur Nordsee entwässert.
Es ist am Oberlauf zum großen Teil bewaldet und am Mittellauf überwiegen landwirtschaftliche Nutzflächen. Im Mündungsbereich liegt das Dorf Weierweiler.

### Zuflüsse
- Brühlchenbach (rechts), 3,7 km[1]

## Naturschutzgebiet
Das Naturschutzgebiet Ruwerbachtal (NSG-032) hat eine Größe von 13,46 Hektar und besteht seit 1987.